# 戴济民
戴济民（1888年—1978年），男，安徽合肥人，中国医务工作者，曾任中华人民共和国卫生部监察局局长，第三、四、五届全国政协委员。